# Otani Takehiro
Takehiro Otani (sinh ngày 6 tháng 12 năm 1980) là một cầu thủ bóng đá người Nhật Bản.

## Sự nghiệp câu lạc bộ
Takehiro Otani đã từng chơi cho Mito HollyHock.